# Anne Jøtun
Anne Jøtun, coniugata Bakke (Oslo, 20 maggio 1955), è una giocatrice di curling norvegese.

## Biografia
Partecipò ai XVI Giochi olimpici invernali edizione disputata a Albertville (Francia) nel 1992, riuscendo ad ottenere la seconda posizione nella squadra norvegese con le connazionali Dordi Nordby, Hanne Pettersen, Mette Halvorsen e Marianne Aspelin.
Nell'edizione la nazionale tedesca si classificò seconda, la canadese terza. La competizione ebbe lo status di sport dimostrativo.